# Državna cesta D539
D539 je državna cesta u Hrvatskoj. Ukupna duljina iznosi 13,57 km.

## Naselja
- Islam Latinski
- Islam Grčki
- Donji Kašić
- Smilčić
- Donje Biljane